# Крипи
Крипи је канадско-америчка хорор анимирана серија коју је створио Мајк Јанг за амерички канал Дискавери Кидс. У Србији, Црној Гори, Босни и Херцеговини и Македонији је приказана на каналу ТВ Ултра, на српском језику. Синхронизацију је радио студио Loudworks. Име серије у Америци гласи Growing Up Creepie (у преводу Крипино одрастање), док у већини земаља само Крипи.

## Радња
Крипи је девојчица која је једног дана још као беба остављена на прагу виле у којој живи породица разноврсних инсеката. Породица је прихватила Крипи и одгајила је као да је њихово дете. Она мора да се прилагоди животу у породици и људима у својој околини. Крипи иде у школу са обичним људима и мора да чува своју породицу од очију јавности како би је заштитила.

## Ликови

### Крипина породица (породица Креатура)
- Крипи - Главни лик ове цртане серије. Њено право име је Крипела, иако је нико тако не зове осим њеног оца. Она је млада девојчица коју су одгајиле бубе, мада то нико не зна сем њеног најбољег пријатеља Баџе. Њена кечфраза је "Страва". Плаши се кловнова, а њена омиљена боја је црна.
- Каролина - Она је Крипина мајка богомољка. Веома је строга и својој деци говори да ће да их поједе ако је не слушају. Усвојила је Крипи због њеног мајчинског инстинкта. Воли да кува.
- Винсент (Вини) - Он је Крипин отац комарац. Воли да слика и медитира. Осетио је мајчински инстинкт кад је угледао Крипи баш као и Каролина.
- Гњата - Он је Крипин старији брат мува. Стално се шуња у Крипином ранцу и ствара пустош у Крипиној школи.
- Поли - Он је Крипин старији брат сипац. Воли да једе и да збија шале..

### Крипини пријатељи
- Баџа Бентли - Он је Крипин најбољи пријатељ и једини који зна њену тајну. Иако можда изгледа као силеџија због његове висине и величине, он је у ствари неко ко не би наудио ни муви. Воли јогу и етимологију.
- Крисалиса Холирулер - Она је Крипина најбоља другарица. Она воли лутке, а највише свог зеку-пеку. Њен отац је истеривач буба.
- Меланија и Карла - Оне су Крипине пријатељице које нису баш најпаметније. Обе су једна другој најбоље другарице.

### Остали ликови
- Доктор Папас - Оне је учитељ у Крипиној школи, Мидлтонској основној. Веома је стриктан када се ради о правилима и ка свима се обраћа њиховим презименима.
- Госпођица Монсерат - Госпођица Монсерат је педагог у Крипиној школи, Мидлтонској основној. Мрзи нечистоћу и бубе ("штеточине"). Мисли да је Крипи веома чудна.

## Синхронизација
Информације су преузете из одјавне шпице.

### Улоге
| Улога     | Глумац (српска синхронизација) |
| --------- | ------------------------------ |
| Крипи     | Данина Јефтић                  |
| Крисалиса | Снежана Кнежевић               |
| Вини      | Милан Чучиловић                |
| Др. Папас | Игор Боројевић                 |
| Меланија  | Наташа Поповић                 |
| Карла     | Анка Гаћеша                    |
| Монсерат  | Душица Новаковић               |
| Хари      | Андреј Острошки                |
| Гњата     | Томаш Сарић                    |
| Баџа      | Марко Мрђеновић                |
| Поли      | Јелисавета Орашанин            |
| Бани      | Јелена Ђорђевић                |

### Продуценти
| Улога             | Извођач                  |
| ----------------- | ------------------------ |
| Сниматељ          | Татјана Гвозденовић      |
| Синхронизација    | Ђурђица Вали             |
| Снимање шпице     | Ивана Александровић Ајви |
| Адаптација текста | Дуња Ђорђевић            |
| Микс звука        | Игор Боројевић           |

## Списак епизода

### Сезона 1
- 1а - Песничке слободе
- 1б - Крипи и Тарантуљан
- 2а - Пројекат: Бубонога
- 2б - Франкеншон
- 3а - Жабице и коњице
- 3б - Мистериозни мољац
- 4а - Напад зомби осе
- 4б - Дух свлачионице
- 5а - Ноћ уједа
- 5б - Ноћ плашљивица
- 6а - Циркус буба
- 6б - Стакленик ужаса
- 7а - Поље ружних снова
- 7б - Мама у тегли
- 8а - /[5]
- 8б - Музеј воштаних фигура
- 9а - Буба без главе
- 9б - Најезда скакаваца
- 10а - Жива лутка
- 10б - Операција ослобођења
- 11а - Мамац за туристе
- 11б - Хоби-монтажа
- 12а - Кома камелеон
- 12б - Дом за духове
- 13а - Мистерија празне куће
- 13б - Уклети театар

### Сезона 2
- 1а - Крипи у фабрици слаткиша
- 1б - Ледена буба
- 2а - Ко се боји мољца још?
- 2б - Бал на води
- 3а - Чика Страшнолики
- 3б - Проклетство мумије
- 4а - Буба из бундеве
- 4б - У лову на слаткише
- 5а - Ваши и наши
- 5б - Шкорпијофобија
- 6а - На танком леду
- 6б - Токси-мутирана стонога
- 7а - Школске метаморфозе
- 7б - Свемирска куглана
- 8а - "Ларву ноћ", децо
- 8б - Крипи на плажи
- 9а - Гајде и духови
- 9б - Жуте осе
- 10а - Повратак Тарантуљана
- 10б - Све председникове бубе
- 11а - Каква сетва, таква жетва
- 11б - Рођаци у невољи
- 12а - /[5]
- 13а - Краљице и радилице
- 13б - Благо лагуне Тики